# Casa Batlló
Casa Batlló er et herskabshus  i Barcelona, redesignet af Antoni Gaudí i hans meget naturformede stil, der får delene af huset til at minde om knogler, drager og planter, og som betragtes som et af hans mesterværker. Det lokale navn på bygningen er  Casa dels ossos , Knoglernes Hus, da dens udformning er så organisk, som bygget op ved brug af kolossale drageknogler eller dinosaurknogler, hvorpå bløde former udfolder sig. Huset, som andre værker af Gaudi, betragtes som en symbol på catalansk modernisme.
Casa Battló ligger på Passeig de Gràcia gaden, nr 43, i bydelen Eixample i Barcelona. Det var et tidligere bygget hus, der i årene 1904-06 fik nyt og dybdegående design af Gaudí og er blevet renoveret flere gange senere. Gaudís assistenter Domènec Sugrañes i Gras, Josep Canaleta og Joan Rubió bidrog også til renoveringsprojektet. 
Casa Batlló blev optaget på UNESCOs Verdensarvliste i Spanien i år 2005 som tilføjelse til de i alt 7 af Antoni Gaudis værker, hvor tre blev optaget på verdensarvslisten allerede i 1984..

## Historie
Bygningen, der nu er Casa Batlló, blev bygget i 1877, i datidens typiske klassisk-eklektiske stil, uden nogen bemærkelsesværdige egenskaber. Huset indeholdt en kælder, en stueetage, fire andre etager og en have i baggården. Huset blev købt af Josep Batlló i 1900. Husets kedelige design gjorde det ret uinteressant for købere, men familien Batlló ville have huset udelukkende på grund af dets beliggenhed. Huset ligger netop midt i den store Passeig de Gracia gade, som i begyndelsen af det 20. århundrede var et meget prestigefyldt og fashionabelt område. I dette hus kunne familien nu henlede endnu mere opmærksomhed på sig selv. Josep og hele familien Batlló var i forvejen kendte i Barcelona for deres bidrag til byens tekstilindustri. Josep var gift med Amalia Godo Belaunzaran fra familien, der grundlagde avisen La Vanguardia. Josep ville have en arkitekt, der kunne designe et unikt, kreativt hus, der ville skille sig ud og som ingen andre havde. Både Josep og hans kone var åbne for alle forslag, og de besluttede sig for ikke at begrænse Gaudí. Josep ville ikke have sit hus til at ligne husene ejet af resten af familien Batlló, som Casa Pía, bygget af Josep Vilaseca. Han valgte arkitekten, som havde designet Park Güell, fordi han ønskede at tage en risiko.  planer at rive ned bygningen og bygge et helt nyt hus. Gaudí overbeviste Josep om, at en renovering var tilstrækkelig og startede arbejdet i 1904. Bygningen blev renoveret færdigt i 1906. Gaudi ændrede fuldstændigt facaden, taget og den store lejlighed på herskabsetagen, som blev bopæl for familien Batlló. Gaudi udvidede den centrale skakt fra taget helt ned i stuen for at give lys til hele bygningen og tilføjede også nye gulve. Samme år valgte Barcelonas byråd huset som kandidat til årets bedste byggepris. Prisen blev givet til en anden arkitekt det år på trods af Gaudís design. Efter redesignet, blev familien boende på Casa Batllós herskabs-etage til 1954, hvorefter huset blev opkøbt af forskellige firmaer, der brugte huset som kontor. Fra år 1993 blev huset lejet ud som selskabslokale til mange store begivenheder. I år 2002 blev huset åbnet for publikum som del af Gaudis Internationale År. Besøgende fik lov til at se herskabsetagen, hvilket blev så stort en succes, at loftet, taget og det femte etage også blev fast åbent for besøgende som seværdighed.

## Udformning
Som alt, hvad Gaudí har designet, kan husets udformning betragtes som modernisme eller Art Nouveau kun i videste forstand. Især i stueetagen er der usædvanlige ovale vinduer og organisk udformede stenstrukturer, som er mere karakteristiske for Gaudis naturalistiske stil. Der er meget få lige linjer, og facaden er dekoreret med en farverig mosaik lavet af knuste keramiske fliser, som kaldes (trencadís) og ses meget i Barcelona og andre af Gaudis værker. Loftet var også meget usædvanligt for dens tid med helt futuristiske kurver, der får rummet til at ud som brystkassen af et kæmpestort dyr - her har Gaudi placeret 60 omvendte kædelinjer uden nogen videre udsmykning, da loftet blev kun brugt af tjenestefolk. Taget er krummet, med farverige tagsten og keramiske detaljer, så det ligner ryggen af en drage eller en dinosaur. En teori om bygningens tag er, at den afrundede form på til venstre for midten af taget, med en lille tårnspire med kors, skulle forestille lansen af Sankt Jørgen (skytshelgen for Catalonien, Gaudís hjem), som spiddede dragens krop.

## Galleri
- Facade af Casa Batlló
- Facade tæt på
- Dragetaget på Casa Batlló
- Dragetrapperne i Casa Batlló
- Vinduer i herskabsetagen
- Skorsten på taget af Casa Battlo
- Unikt design af trapperne og loftet
- Det futuristiske loft, der blev brugt af tjenestefolk
- Casa Batllós ildsted
- Taget på Casa Batlló
- Indre lysskakt i Casa Batlló
- Casa Batlló - Night View with Flowers
- Casa Batlló - Night View  Long Exposure
- Casa Batlló - Night View
- Casa Batlló - Night View Corner